# Mostefa Ben Brahim (Sidi Bel Abbès)
Pour les articles homonymes, voir Brahim (homonymie) et Mostefa Ben Brahim.
Mostefa Ben Brahim, nommée Telioum (appellation berbère originale de la localité jusqu'en 1972) est une commune de la wilaya de Sidi Bel Abbès en Algérie.

## Géographie

### Localisation
| Zerouala     | Zerouala; Sfisef    | Sfisef |
| Belarbi      | Mostefa Ben Brahim  | M'Cid  |
| Oued Sefioun | Oued Sefioun; M'Cid | M'Cid  |

### Lieux-dits, hameaux, et quartiers[3]
Le territoire de la commune est compose des localites suivantes : Chouaref, El herim, El Aouadine, Tiliouine, Ouled Bouazza, Ouled Benaouda, Ouled Cheikh et Houaoura.

## Histoire
L'ancien nom de la commune était Telioum jusqu'au 1972, elle a été baptisée à nouveau à la mémoire du poète de la région du XIXe siecele: Mestfa Ben Brahim. Cette commune fait partie de la Daïra de Mostefa Ben Brahim, wilaya de Sidi Bel Abbès.